# سد ویتبانک
سد ویتبانک (به لاتین: Witbank Dam) یک سد در آفریقای جنوبی است که در Witbank, Mpumalanga واقع شده‌است.